# 29e législature du Québec
La 29e législature du Québec s'est déroulée entre le 9 juin 1970 et le 25 septembre 1973. Celle-ci s'est découpée en quatre sessions. Le Parti libéral du Québec obtiendra la majorité par 72 sièges sur 108. Il s'agit de la première législature unicamérale du Québec. Le Conseil législatif ayant été aboli le 31 décembre 1968, c'est donc, la première à débuter sans son « Sénat » provincial.

## Lois marquantes
- 17 juillet 1970 : sanction de la Loi de l'assurance-maladie portée par le ministre de la Santé Claude Castonguay[3];
- 16 octobre 1970 : sanction de la Loi modifiant la loi de l'assurance-maladie qui fixe au 1er novembre 1970 l'entrée en vigueur du régime d'assurance-maladie au Québec[4];
- 14 juillet 1971 : sanction de la Loi de la protection du consommateur[5] et de la Loi du développement de la région de la Baie James créant la Société de développement de la Baie-James[6];
- 24 décembre 1971 : sanction de la Loi modifiant de nouveau le Code civil qui abaisse l'âge de la majorité de 21 ans à 18 ans[7];
- 1er juin 1972 : entrée en vigueur de la Loi sur les services de santé et les services sociaux qui créé notamment les Centres locaux de services communautaires (CLSC)[8],[9];
- 12 décembre 1972 : dépôt du projet de loi sur le Conseil du statut de la femme par Marie-Claire Kirkland-Casgrain;
- 21 décembre 1972 : adoption et sanction du projet de loi 62 réformant la carte électorale qui entre en vigueur le 1er août 1973[10]
- 5 juillet 1973 : la Loi du Conseil du statut de la femme[11] (projet de loi 63) est adoptée. Repris par le ministre de l'Éducation François Cloutier lors de la 4e session parlementaire (après la démission de la ministre Kirkland-Casgrain en février 1973), la loi est adoptée alors qu'aucune femme ne siège à l'Assemblée nationale à ce moment[12].

## Chronologie

### Crise d'Octobre

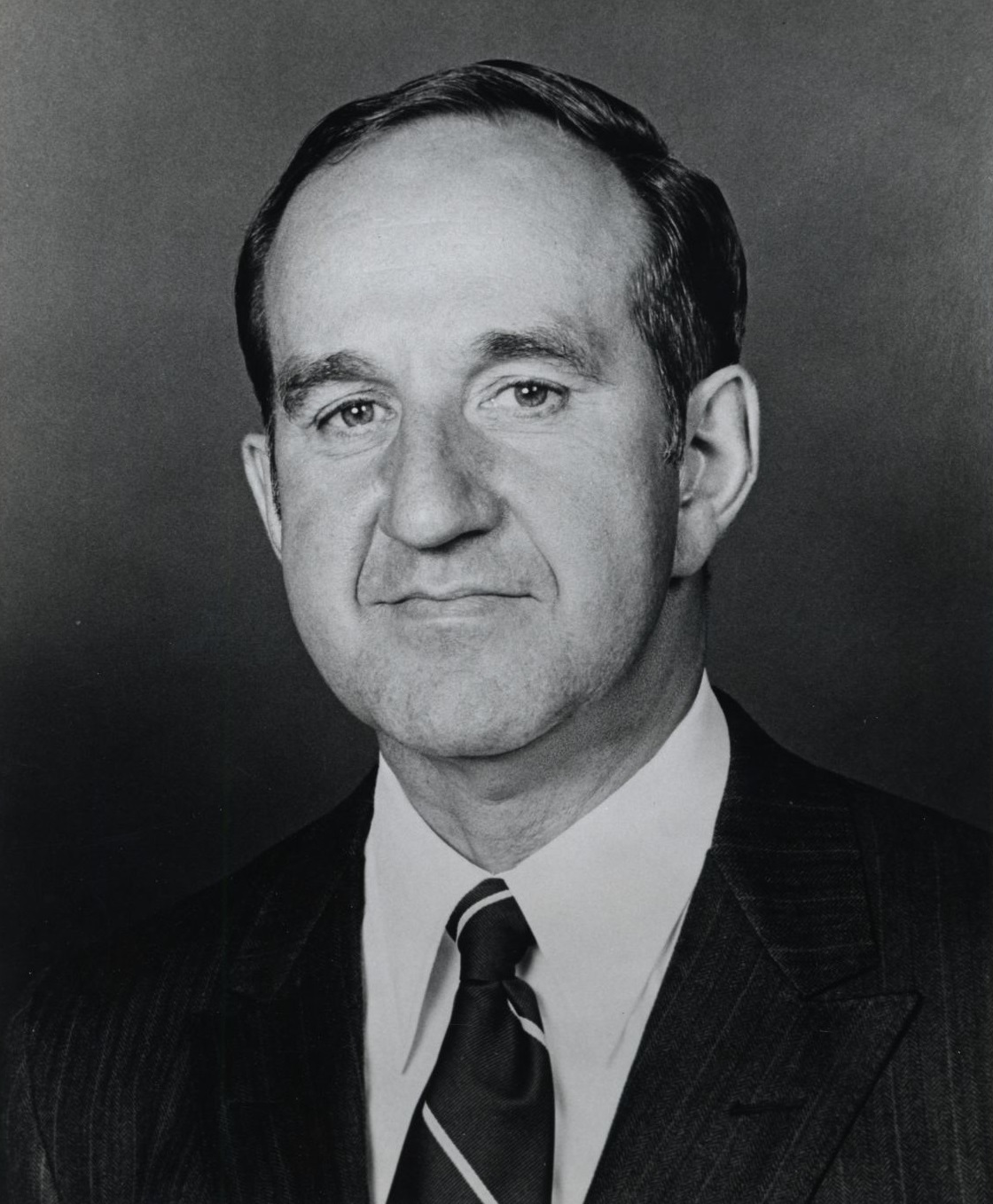
Pierre Laporte

Cette législature est notamment marquée par la crise d'Octobre 1970. Cet événement secoue le gouvernement Bourassa dans ses premiers mois de mandat. Le 16 octobre, la Loi sur les mesures de guerre est invoquée par le gouvernement fédéral. Le lendemain, le leader du gouvernement et ministre du Travail Pierre Laporte qui avait été enlevé par le Front de libération du Québec, est assassiné.

## Conseil exécutif
Le Conseil exécutif est dirigé par Robert Bourassa, plus jeune premier ministre de l'histoire de la province de Québec. Pour une liste plus détaillée.

## Évolution du nombre de députés par parti
| Parti politique | Parti politique       | 1970   | 1970   | 1971  | 1971  | 1972    | 1972    | 1972    | 1972   | 1972    | 1972   | 1972   | 1972   | 1973   | 1973   | 1973   | 1973   |
| Parti politique | Parti politique       | 9 juin | 17 oct | 8 fév | 2 nov | 16 mars | 21 mars | 10 juil | 2 août | 11 août | 11 oct | 18 oct | 15 nov | 14 fév | 21 fév | 22 fév | 19 sep |
| --------------- | --------------------- | ------ | ------ | ----- | ----- | ------- | ------- | ------- | ------ | ------- | ------ | ------ | ------ | ------ | ------ | ------ | ------ |
|                 | Libéral               | 72     | 71     | 72    | 72    | 72      | 72      | 71      | 70     | 70      | 72     | 71     | 72     | 71     | 71     | 71     | 69     |
|                 | Union nationale       | 17     | 17     | 17    | 16    | 16      | 16      | 16      | 16     | 16      | 16     | 16     | 16     | 16     | 16     | 15     | 15     |
|                 | Ralliement créditiste | 12     | 12     | 12    | 12    | 11      | 9       | 9       | 9      | 12      | 12     | 12     | 12     | 12     | 11     | 11     | 11     |
|                 | Parti québécois       | 7      | 7      | 7     | 7     | 7       | 7       | 7       | 7      | 7       | 7      | 7      | 7      | 7      | 7      | 7      | 7      |
|                 | Indépendant           | 0      | 0      | 0     | 1     | 2       | 3       | 3       | 3      | 0       | 0      | 0      | 0      | 0      | 1      | 1      | 1      |
| Sièges occupés  | Sièges occupés        | 108    | 107    | 108   | 108   | 108     | 108     | 107     | 106    | 106     | 108    | 107    | 108    | 107    | 107    | 106    | 104    |
| Sièges vacants  | Sièges vacants        | 0      | 1      | 0     | 0     | 0       | 0       | 1       | 2      | 2       | 0      | 1      | 0      | 1      | 1      | 2      | 4      |

## Liste des députés
|  | Nom                               | Parti                             | Circonscription       |
|  | --------------------------------- | --------------------------------- | --------------------- |
|  | Ronald Tétrault                   | Ralliement créditiste             | Abitibi-Est           |
|  | Aurèle Audet                      | Ralliement créditiste             | Abitibi-Ouest         |
|  | Aurèle Audet                      | Indépendant (1972)                | Abitibi-Ouest         |
|  | Aurèle Audet                      | Ralliement créditiste (1972-1973) | Abitibi-Ouest         |
|  | François Cloutier                 | Libéral                           | Ahuntsic              |
|  | Zoël Saindon                      | Libéral                           | Argenteuil            |
|  | Jean-Gilles Massé                 | Libéral                           | Arthabaska            |
|  | Jean-Guy Cardinal                 | Union nationale                   | Bagot                 |
|  | Fabien Roy                        | Ralliement créditiste             | Beauce                |
|  | Gérald Cadieux                    | Libéral                           | Beauharnois           |
|  | Gabriel Loubier                   | Union nationale                   | Bellechasse           |
|  | Guy Gauthier                      | Union nationale                   | Berthier              |
|  | Gérard D. Levesque                | Libéral                           | Bonaventure           |
|  | Georges-Émery Tremblay            | Libéral                           | Bourassa              |
|  | Camille Laurin                    | Parti québécois                   | Bourget               |
|  | Glendon Pettes Brown              | Libéral                           | Brome-Missisquoi      |
|  | Pierre Laporte (1970)             | Libéral                           | Chambly               |
|  | Jean Cournoyer (1971-1973)        | Libéral                           | Chambly               |
|  | Normand Toupin                    | Libéral                           | Champlain             |
|  | Raymond Mailloux                  | Libéral                           | Charlevoix            |
|  | George Kennedy                    | Libéral                           | Châteauguay           |
|  | André Harvey                      | Libéral                           | Chauveau              |
|  | Jean-Noël Tremblay                | Union nationale                   | Chicoutimi            |
|  | Omer Dionne                       | Libéral                           | Compton               |
|  | Victor Goldbloom                  | Libéral                           | D'Arcy-McGee          |
|  | Jean-Paul L'Allier                | Libéral                           | Deux-Montagnes        |
|  | Florian Guay                      | Ralliement créditiste             | Dorchester            |
|  | Alfred Bossé                      | Libéral                           | Dorion                |
|  | Bernard Pinard                    | Libéral                           | Drummond              |
|  | Roch Boivin                       | Union nationale                   | Dubuc                 |
|  | Henri-Laurier Coiteux (1970-1972) | Libéral                           | Duplessis             |
|  | Donald Gallienne (1972-1973)      | Libéral                           | Duplessis             |
|  | Gilles Houde                      | Libéral                           | Fabre                 |
|  | Paul-André Latulippe              | Ralliement créditiste             | Frontenac             |
|  | François Gagnon                   | Union nationale                   | Gaspé-Nord            |
|  | Guy Fortier                       | Libéral                           | Gaspé-Sud             |
|  | Roy Fournier (1970-1972)          | Libéral                           | Gatineau              |
|  | Michel Gratton (1972-1973)        | Libéral                           | Gatineau              |
|  | Guy Joron                         | Parti québécois                   | Gouin                 |
|  | Oswald Parent                     | Libéral                           | Hull                  |
|  | Kenneth Fraser                    | Libéral                           | Huntingdon            |
|  | Alfred Croisetière                | Union nationale                   | Iberville             |
|  | Louis-Philippe Lacroix            | Libéral                           | Iles-de-la-Madeleine  |
|  | Noël Saint-Germain                | Libéral                           | Jacques-Cartier       |
|  | Raymond Garneau                   | Libéral                           | Jean-Talon            |
|  | Aimé Brisson                      | Libéral                           | Jeanne-Mance          |
|  | Robert Quenneville                | Libéral                           | Joliette              |
|  | Gérald Harvey                     | Libéral                           | Jonquière             |
|  | Jean-Marie Pelletier              | Libéral                           | Kamouraska            |
|  | Jean Perreault                    | Libéral                           | L'Assomption          |
|  | Julien Giasson                    | Libéral                           | L'Islet               |
|  | Fernand Lafontaine                | Union nationale                   | Labelle               |
|  | Roger Pilote                      | Libéral                           | Lac-Saint-Jean        |
|  | Marcel Léger                      | Parti québécois                   | LaFontaine            |
|  | André Marchand                    | Libéral                           | Laurier               |
|  | Jean-Noël Lavoie                  | Libéral                           | Laval                 |
|  | Prudent Carpentier                | Libéral                           | Laviolette            |
|  | Joseph-Aurélien Roy               | Ralliement créditiste             | Lévis                 |
|  | Fernand Houde                     | Libéral                           | Limoilou              |
|  | Jean-Louis Béland                 | Ralliement créditiste             | Lotbinière            |
|  | Claude Castonguay                 | Libéral                           | Louis-Hébert          |
|  | Robert Burns                      | Parti québécois                   | Maisonneuve           |
|  | Claire Kirkland-Casgrain          | Libéral                           | Marguerite-Bourgeoys  |
|  | Rémi Paul                         | Union nationale                   | Maskinongé            |
|  | Jean Bienvenue                    | Libéral                           | Matane                |
|  | Bona Arsenault                    | Libéral                           | Matapédia             |
|  | Bernard Dumont                    | Ralliement créditiste             | Mégantic              |
|  | Bernard Dumont                    | Indépendant (1972)                | Mégantic              |
|  | Bernard Dumont                    | Ralliement créditiste (1972-1973) | Mégantic              |
|  | Robert Bourassa                   | Libéral                           | Mercier               |
|  | Jean-Jacques Bertrand             | Union nationale                   | Missisquoi            |
|  | Marcel Masse                      | Union nationale (1970-1971)       | Montcalm              |
|  | Marcel Masse                      | Indépendant (1971-1973)           | Montcalm              |
|  | Jean-Paul Cloutier                | Union nationale                   | Montmagny             |
|  | Louis Vézina                      | Libéral                           | Montmorency           |
|  | Paul Berthiaume                   | Libéral                           | Napierville-Laprairie |
|  | Clément Vincent                   | Union nationale                   | Nicolet               |
|  | William Tetley                    | Libéral                           | Notre-Dame-de-Grâce   |
|  | Fernand Picard                    | Libéral                           | Olier                 |
|  | Jérôme Choquette                  | Libéral                           | Outremont             |
|  | Mark Assad                        | Libéral                           | Papineau              |
|  | Jean-Guy Larivière                | Libéral                           | Pontiac               |
|  | Antoine Drolet                    | Ralliement créditiste             | Portneuf              |
|  | Claude Simard                     | Libéral                           | Richelieu             |
|  | Yvon Brochu                       | Ralliement créditiste             | Richmond              |
|  | Maurice Tessier                   | Libéral                           | Rimouski              |
|  | Paul Lafrance                     | Libéral                           | Rivière-du-Loup       |
|  | Arthur Ewen Séguin                | Libéral                           | Robert-Baldwin        |
|  | Robert Lamontagne                 | Libéral                           | Roberval              |
|  | Marcel Ostiguy                    | Libéral                           | Rouville              |
|  | Camil Samson                      | Ralliement créditiste (1970-1972) | Rouyn-Noranda         |
|  | Camil Samson                      | Indépendant (1972)                | Rouyn-Noranda         |
|  | Camil Samson                      | Ralliement créditiste (1972-1973) | Rouyn-Noranda         |
|  | Lucien Lessard                    | Parti québécois                   | Saguenay              |
|  | George Springate                  | Libéral                           | Sainte-Anne           |
|  | Charles-Henri Tremblay            | Parti québécois                   | Sainte-Marie          |
|  | Gérard Shanks                     | Libéral                           | Saint-Henri           |
|  | Fernand Cornellier                | Libéral                           | Saint-Hyacinthe       |
|  | Claude Charron                    | Parti québécois                   | Saint-Jacques         |
|  | Jacques Veilleux                  | Libéral                           | Saint-Jean            |
|  | Léo Pearson                       | Libéral                           | Saint-Laurent         |
|  | Harry Blank                       | Libéral                           | Saint-Louis           |
|  | Philippe Demers                   | Union nationale                   | Saint-Maurice         |
|  | Armand Bois                       | Ralliement créditiste (1970-1973) | Saint-Sauveur         |
|  | Armand Bois                       | Indépendant (1973)                | Saint-Sauveur         |
|  | Armand Russell                    | Union nationale                   | Shefford              |
|  | Jean-Paul Pépin                   | Libéral                           | Sherbrooke            |
|  | Georges Vaillancourt              | Libéral                           | Stanstead             |
|  | Guy Leduc                         | Libéral                           | Taillon               |
|  | Gilbert-Roland Théberge           | Libéral                           | Témiscamingue         |
|  | Montcalm Simard                   | Union nationale                   | Témiscouata           |
|  | Denis Hardy                       | Libéral                           | Terrebonne            |
|  | Guy Bacon                         | Libéral                           | Trois-Rivières        |
|  | Paul Phaneuf                      | Libéral                           | Vaudreauil-Soulanges  |
|  | Guy Saint-Pierre                  | Libéral                           | Verchères             |
|  | Lucien Caron                      | Libéral                           | Verdun                |
|  | Kevin Drummond                    | Libéral                           | Westmount             |
|  | René Lavoie                       | Union nationale                   | Wolfe                 |
|  | Benjamin Faucher                  | Libéral                           | Yamaska               |